# Adrian Garvey
Adrian Christopher Garvey (Bulawayo, 25 de junio de 1968) es un ex–jugador sudafricano de rugby nacido en Zimbabue que se desempeñaba como pilar.

## Selección nacional
Fue convocado a la selección de rugby de Zimbabue por primera vez en mayo de 1990 para enfrentar a los Éléphants y disputó su último partido en julio de 1993 ante los Welwitschias. A partir de 1996 comenzó a jugar con los Springboks, debutando en noviembre de ese año ante los Pumas y disputando su último partido en octubre de 1999 ante el XV del León. En total entre ambos seleccionados jugó 38 partidos y marcó seis tries para un total de 28 puntos (un try valía 4 puntos hasta 1992).

### Participaciones en Copas del Mundo
Disputó las Copas del Mundo de Inglaterra 1991 con Zimbabue donde Garvey fue titular en todos los partidos que jugó y le marcó dos tries a Escocia. Ya con Sudáfrica en Gales 1999 solo jugó un partido y no marcó puntos.
| Mundial                       | Sede       | Resultado     | PJ | Tries |
| ----------------------------- | ---------- | ------------- | -- | ----- |
| Copa Mundial de Rugby de 1991 | Inglaterra | Primera fase  | 3  | 2     |
| Copa Mundial de Rugby de 1999 | Gales      | Tercer puesto | 1  | 0     |

## Palmarés
- Campeón de The Rugby Championship de 1998.
- Campeón de la Currie Cup de 1995 y 1996.